# 22546 Schickler
22546 Schickler è un asteroide della fascia principale. Scoperto nel 1998, presenta un'orbita caratterizzata da un semiasse maggiore pari a 2,2585600 UA e da un'eccentricità di 0,1668521, inclinata di 5,25282° rispetto all'eclittica.